# Stauropus persimilis
Stauropus persimilis är en fjärilsart som beskrevs av Butler 1879. Stauropus persimilis ingår i släktet Stauropus och familjen tandspinnare. Inga underarter finns listade i Catalogue of Life.